# Діксон Ворд
Діксон Ворд (англ. Dixon Ward, нар. 23 вересня 1968, Ледюк, Альберта) — канадський хокеїст, що грав на позиції правого нападника.

## Ігрова кар'єра
Професійну хокейну кар'єру розпочав 1992 року.
1988 року був обраний на драфті НХЛ під 128-м загальним номером командою «Ванкувер Канакс». 
Протягом професійної клубної ігрової кар'єри, що тривала 12 років, захищав кольори команд «Ванкувер Канакс» (1992–1994), «Лос-Анджелес Кінгс» (1994), «Торонто Мейпл-Ліфс» (1995), «Баффало Сейбрс» (1995–2000), «Бостон Брюїнс» (2000–2001) та «Нью-Йорк Рейнджерс» (2002–2003).
У 1996 році став володарем Трофея Джека А. Баттерфілда.
Усього провів 537 матчів у НХЛ, включаючи 62 гри плей-оф Кубка Стенлі.